# Vincenzo Nibali

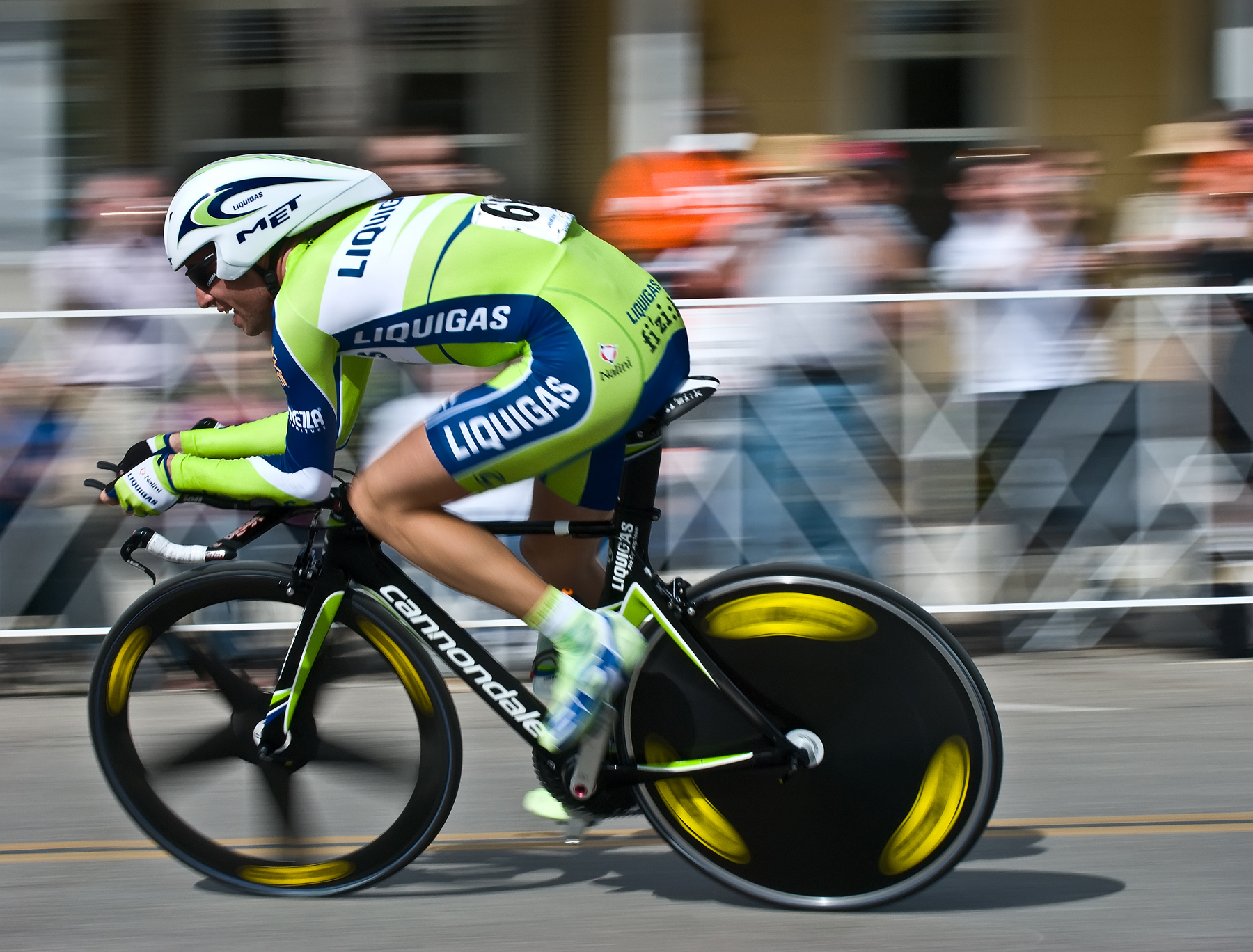
Nibali tijdens de proloog van de Ronde van Californië 2009

Vincenzo Nibali (Messina, 14 november 1984) is een Italiaans voormalig wielrenner, zijn jongere broer Antonio was ook een profrenner.
Nibali staat vooral bekend als een getalenteerd tijdrijder en ronderenner. Hij wordt beschouwd als een van de beste ronderenners in het wielerpeloton, mede dankzij zijn daalkwaliteiten. Na zes jaar gereden te hebben bij Liquigas-Cannondale, kwam Nibali van 2013 tot 2016 uit voor Astana Pro Team. In 2017 maakte hij de overstap naar Bahrein-Merida Pro Cycling Team. In 2020 ging hij rijden bij Trek-Segafredo.
Nibali is een van de zeven wielrenners in de geschiedenis die alle drie de Grote Rondes hebben gewonnen. Hij won de Ronde van Spanje in 2010, de Ronde van Frankrijk in 2014 en de Ronde van Italië in 2013 en 2016. Daarnaast won hij Milaan-San Remo en tweemaal de Ronde van Lombardije. Hij wordt als een van de veelzijdigste renners van de jaren 2010 beschouwd.

## Biografie

### Vroege jaren
Nibali werd in 2005 prof bij Fassa Bortolo, maar die ploeg hield aan het eind van dat jaar op met bestaan. Vanaf het seizoen 2006 kwam hij uit voor Liquigas.
Nibali bevestigde zijn tijdrittalent in 2002 bij het WK tijdrijden voor junioren, waar hij derde werd. Deze prestatie herhaalde hij twee jaar later in Verona, dit keer bij de beloften. Dat hij echter ook talentvol was als klimmer bewees hij onder meer in een zware bergetappe in de Ronde van Zwitserland van 2005, waar hij na een knappe aanval tweede werd achter Chris Horner.
In het najaar van 2006 reed hij een sterke ENECO Tour, waarin hij derde werd, en won hij de GP Ouest France-Plouay, een eendagswedstrijd die deel uitmaakte van de UCI ProTour.
Nibali begon zich vanaf 2007 ook steeds meer te tonen in het rondewerk. In dat jaar werd hij negentiende in de Ronde van Italië. Een jaar later kwam hij in de Giro tot een elfde plaats. In datzelfde jaar reed hij de Ronde van Frankrijk 2008, waarin hij als twintigste eindigde en in het jongerenklassement de derde plaats behaalde.
In 2009 liet Nibali de Ronde van Italië schieten, en ging hij vol voor de Ronde van Frankrijk. Daarin reed hij sterk, met onder andere een derde plaats in de vijftiende etappe naar Verbier, met aankomst bergop. Hij beëindigde die Tour op de zevende plaats en werd tweede in het jongerenklassement. Nibali verzilverde die goede vorm door na de Tour de GP Camaiore op zijn naam te schrijven.

### 2010 – 2012
In de Ronde van Italië 2010 won Nibali met zijn ploeg Liquigas de vierde etappe, een ploegentijdrit, waarna hij de roze trui mocht aantrekken. Hij behield de trui drie dagen. In diezelfde Giro was Nibali ook nog de beste in de 14de etappe, een bergrit van Ferrara naar Asolo met onderweg de beklimming van de Monte Grappa. Uiteindelijk behaalde hij de derde plaats in het eindklassement en kwam zo voor het eerst op het podium in een grote ronde.
Midden juni 2010 besloot Nibali dat hij dat jaar de Ronde van Frankrijk aan zich voorbij liet gaan, omdat hij in mei de Giro al had gereden. Hij reed wel de laatste grote ronde, de Ronde van Spanje, die hij uiteindelijk wist te winnen.
In 2011 nam Vincenzo Nibali ook deel aan de Ronde van Italië. In die ronde moest hij zijn meerdere erkennen in Alberto Contador en Michele Scarponi, aan wie hij de eer van 'beste Italiaan' moest laten. Na de diskwalificatie van Contador werd Nibali nog een etappezege toegekend en schoof hij in het eindklassement op naar de tweede plaats. Na deze Giro hoorde Nibali bij de kleine groep renners die in deze moderne tijden in vier opeenvolgende grote rondes drie keer op het podium stonden, namelijk in de Giro's van 2010 en 2011 en de Vuelta van 2010, die hij had gewonnen.
In 2012 reed Nibali de Ronde van Frankrijk. Hij eindigde als derde in het algemeen klassement, achter de Britten Bradley Wiggins en Chris Froome. Deze derde plaats betekende dat hij in alle grote rondes op het podium heeft gestaan.

### 2013 – 2014
In de Ronde van Italië 2013 startte Nibali als een van de favorieten voor de eindoverwinning. In de achtste etappe, een individuele tijdrit, veroverde hij de roze trui, waarin hij later met overmacht de achttiende etappe won, een klimtijdrit. Nibali won tevens de heroïsche bergetappe naar de besneeuwde Tre Cime di Lavaredo. Hij won de Ronde van Italië uiteindelijk met bijna vijf minuten voorsprong op de nummer twee, de Colombiaan Rigoberto Urán.
Tijdens de Ronde van Spanje van 2013 reed Nibali lange tijd in de rode leiderstrui. Tijdens de negentiende etappe verloor hij de trui echter aan de bijna 42-jarige Chris Horner, die eindwinnaar van de Vuelta werd.
In 2014 sloeg Nibali de Giro over en werd de Tour de France zijn hoofddoel van het jaar. Nibali won de tweede etappe door in de slotfase weg te rijden en zijn voorsprong te behouden. Als bonus pakte hij hiermee de gele trui. Later zag hij zijn voornaamste concurrenten Chris Froome en Alberto Contador uitvallen door valpartijen. Nibali liet ook in de Vogezen van zich horen, hij won de eerste aankomst bergop op La Planche des Belles Filles. Ook in de Alpen stond er geen maat op de Italiaan, Nibali won de eerste van twee Alpenritten met bergop aankomst in Chamrousse. Na de tweede Alpenrit had Nibali in het klassement een voorsprong van meer dan drie en een halve minuut op de nummer twee, Alejandro Valverde. In de Pyreneeën kwam Nibali eveneens tot een ritzege, in de laatste bergrit zegevierde hij op de Hautacam. Hij won de Tour met meer dan zeven minuten voorsprong op de tweede in het algemeen klassement, de Fransman Jean-Christophe Péraud.
De Tour was naast de Giro en de Vuelta de laatste grote ronde die Nibali op zijn naam schreef.

### 2015 – 2016
In 2015 werd Nibali voor het tweede jaar op rij Italiaans kampioen op de weg door in de slotfase weg te rijden bij Francesco Reda en Diego Ulissi.
In juli kwam Nibali terug in de Tour om zijn overwinning van het jaar voorheen te verdedigen. In het eerste deel van de ronde verloor hij echter te veel tijd om nog uitzicht te houden op een tweede Tourzege. In de laatste week in de Alpen won hij nog wel de negentiende etappe op La Toussuire en klom hij in het klassement op tot plaats vier.
Tijdens de Ronde van Spanje 2015 werd Vincenzo Nibali samen met Mikel Landa en Fabio Aru als kopman opgesteld. In de tweede etappe kwam hij echter ten val en moest door ploeggenoten worden teruggebracht naar het peloton. Zijn achterstand was al anderhalve minuut en hij ging 150 meter aan de volgauto hangen met een zogeheten plakbidon. Door dit voorval werd hij uitgesloten in de Ronde van Spanje, net als zijn ploegleider Aleksandr Sjefer. Voor Nibali was dit de eerste grote ronde die hij niet uitreed.
In 2016 lag de focus van Nibali op de Ronde van Italië. In de voorbereiding naar deze ronde wist hij onder meer de Ronde van Oman op zijn naam schrijven. De Ronde van Italië begon moeizaam voor Nibali. Hij kwam op redelijk grote achterstand, mede door toedoen van Steven Kruijswijk. Toen Kruijswijk in de negentiende etappe echter over de kop sloeg, kon Nibali tezamen met Esteban Chaves profiteren. Hij won de etappe en Chaves veroverde de roze trui. Nibali had op dat moment nog een achterstand van 44 seconden op Chaves met nog één serieuze etappe te gaan. In de twintigste etappe ontsnapte Nibali aan Chaves en boekte hij zoveel tijdwinst dat hij Chaves in het klassement voorbijging en de roze trui pakte. In de laatste etappe kwam deze trui niet meer in gevaar en won Nibali voor de tweede keer in zijn loopbaan de Ronde van Italië.
In de Ronde van Frankrijk van 2016 bekleedde Nibali een dienende rol ten opzichte van kopman Fabio Aru. In de bergritten reed Nibali aanvallend, maar verloor gedurende de ronde veel tijd. Hij kwam in het klassement niet verder dan de dertigste plaats. In augustus nam Nibali deel aan de wegwedstrijd op de Olympische Spelen in Rio de Janeiro. Hierin was hij met Sergio Henao in strijd voor de overwinning, echter kwamen beide renners in de laatste afdaling hard ten val. Nibali brak beide sleutelbenen en reed de wedstrijd niet uit.

### 2017 – 2018
In 2017 nam Nibali wederom deel aan de Ronde van Italië (honderdste editie). Hoewel Nibali de schitterende zestiende etappe over de Stelvio en de Mortirolo
won, moest hij na 3 weken genoegen nemen met een derde plaats achter Nairo Quintana en winnaar Tom Dumoulin.
Ook reed Nibali de Vuelta waarin hij wederom op het podium eindigde als 2de achter Christopher Froome.
Aan het einde van het jaar wist Nibali voor de tweede keer in zijn carrière de ronde van Lombardije op zijn naam te schrijven.
2018 begon uitstekend voor Nibali met winst in Milaan-San Remo.
Hierna ging de focus naar de Ronde van Frankrijk. Tijdens de twaalfde etappe viel Nibali op de Alpe d'Huez na een botsing met een toeschouwer. Nibali liep hier bij een gebroken ruggenwervel op en was genoodzaakt de tour te verlaten.
Aan het einde van het jaar wist Nibali nog wel tweede te worden in de Ronde van Lombardije.

### 2018 – 2019
In de Ronde van Frankrijk 2019 won Nibali de 20e etappe naar Val Thorens na een solo.

## Palmares

### Belangrijkste overwinningen
2002
- Eindklassement Giro della Lunigiana
- Italiaans kampioen op de weg, Junioren

2003
- 1e etappe Linz-Passau-Budweis
- 3e etappe Linz-Passau-Budweis

2004
- 4e etappe Ronde van Toscane (U23)
- Italiaans kampioen op de weg, Beloften

2005
- 1e etappe deel B Internationale Wielerweek (ploegentijdrit)

2006
- 2e etappe Internationale Wielerweek
- GP Ouest France-Plouay

2007
- Jongerenklassement Ronde van Trentino
- GP Industria & Artigianato-Larciano
- Ronde van Toscane
- Coppa Lella Mentasti (koppeltijdrit, met Roman Kreuziger)
- 1e etappe Ronde van Italië (ploegentijdrit)
- 3e etappe Ronde van Slovenië
- 4e etappe Ronde van Slovenië
- Puntenklassement Ronde van Slovenië
- Jongerenklassement Ronde van Trentino

2008
- 1e etappe Internationale Wielerweek (ploegentijdrit)
- 3e etappe Ronde van Trentino
- Eindklassement Ronde van Trentino

2009
- Ronde van de Apennijnen
- GP Città di Camaiore

2010
- 4e etappe Ronde van San Luis (individuele tijdrit)
- Eindklassement Ronde van San Luis
- 4e etappe Ronde van Italië (ploegentijdrit)
- 14e etappe Ronde van Italië
- 3e etappe Ronde van Slovenië
- Eindklassement Ronde van Slovenië
- Trofeo Melinda
- 20e etappe Ronde van Spanje
- Eindklassement Ronde van Spanje
- Combinatieklassement Ronde van Spanje

2011
- 16e etappe Ronde van Italië (individuele tijdrit)

2012
- 5e etappe Ronde van Oman
- 5e etappe Tirreno-Adriatico
- Eindklassement Tirreno-Adriatico
- Puntenklassement Tirreno-Adriatico
- 4e etappe Ronde van Padanië
- Eindklassement Ronde van Padanië
- Puntenklassement Ronde van Padanië
- Bergklassement Ronde van Padanië

2013
- Eindklassement Tirreno-Adriatico
- 4e etappe Ronde van Trentino
- Eindklassement Ronde van Trentino
- Bergklassement Ronde van Trentino
- 14e etappe Ronde van Italië
- 18e etappe Ronde van Italië (individuele klimtijdrit)
- 20e etappe Ronde van Italië
- Cima Coppi
- Eindklassement Ronde van Italië
- 1e etappe Ronde van Spanje (ploegentijdrit)

2014
- Italiaans kampioen op de weg, Elite
- 2e etappe Ronde van Frankrijk
- 10e etappe Ronde van Frankrijk
- 13e etappe Ronde van Frankrijk
- 18e etappe Ronde van Frankrijk
- Eindklassement Ronde van Frankrijk

2015
- Italiaans kampioen op de weg, Elite
- 19e etappe Ronde van Frankrijk
- Coppa Bernocchi
- Tre Valli Varesine
- Ronde van Lombardije

2016
- 4e etappe Ronde van Oman
- Eindklassement Ronde van Oman
- 1e etappe Ronde van Trentino (ploegentijdrit)
- 19e etappe Ronde van Italië
- Eindklassement Ronde van Italië

2017
- Eindklassement Ronde van Kroatië
- 16e etappe Ronde van Italië
- 3e etappe Ronde van Spanje
- Ronde van Lombardije

2018
- Milaan-San Remo

2019
- 20e etappe Ronde van Frankrijk

2021
- 4e etappe Ronde van Sicilië
- Eindklassement Ronde van Sicilië

2022
- Ridderronde Maastricht

### Resultaten in voornaamste wedstrijden
| Jaar | Ronde van Italië | Ronde van Frankrijk | Ronde van Spanje |
| ---- | ---------------- | ------------------- | ---------------- |
| 2005 |                  |                     |                  |
| 2006 |                  |                     |                  |
| 2007 | 19e              |                     |                  |
| 2008 | 10e              | 19e                 |                  |
| 2009 |                  | 6e                  |                  |
| 2010 | ↑ (1)            |                     | ↑ (1)            |
| 2011 | ↑ (1)            |                     | 6e               |
| 2012 |                  | ↑                   |                  |
| 2013 | ↑ (3)            |                     | ↑                |
| 2014 |                  | ↑ (4)               |                  |
| 2015 |                  | 4e (1)              | uitgesloten      |
| 2016 | ↑ (1)            | 30e                 |                  |
| 2017 | ↑ (1)            |                     | ↑ (1)            |
| 2018 |                  | opgave              | 59e              |
| 2019 | ↑                | 39e (1)             |                  |
| 2020 | 7e               |                     |                  |
| 2021 | 18e              | opgave              |                  |
| 2022 | 4e               |                     | 45e              |

| Jaar | Milaan-San Remo | Ronde van Vlaanderen | Amstel Gold Race | Luik-Bast.‑Luik | Ronde van Lombardije | Waalse Pijl | Clásica San Sebastián | Strade Bianche |  | WK op de weg |  | Wereldranglijsten |
| ---- | --------------- | -------------------- | ---------------- | --------------- | -------------------- | ----------- | --------------------- | -------------- |  | ------------ |  | ----------------- |
| 2005 |                 |                      |                  | 113e            | 80e                  | 70e         | 69e                   |                |  |              |  |                   |
| 2006 | 70e             |                      | opgave           | opgave          | opgave               | 112e        | 52e                   |                |  |              |  | 25e (UPT)         |
| 2007 |                 |                      |                  | 71e             | 34e                  |             |                       |                |  |              |  | 122e (UPT)        |
| 2008 |                 |                      |                  | 10e             | 37e                  |             | 27e                   | 24e            |  |              |  |                   |
| 2009 | 49e             |                      | 19e              | 39e             |                      | 31e         |                       |                |  |              |  | 36e (UWK)         |
| 2010 | 28e             |                      | 21e              | 28e             | 5e                   | 12e         | 76e                   | 37e            |  | 40e          |  | 5e (UWK)          |
| 2011 | 8e              |                      |                  | 8e              | 40e                  |             |                       |                |  |              |  | 7e (UWT)          |
| 2012 | ↑               |                      | 104e             | ↑               | 26e                  | 8e          |                       | 15e            |  | 29e          |  | 4e (UWT)          |
| 2013 | opgave          |                      |                  | 23e             | opgave               |             |                       |                |  | 4e           |  | 5e (UWT)          |
| 2014 | 44e             |                      | 52e              | 30e             |                      | 14e         |                       |                |  | 40e          |  | 5e (UWT)          |
| 2015 | 45e             |                      | 65e              | 13e             | ↑                    | 20e         |                       | 40e            |  | 42e          |  | 19e (UWT)         |
| 2016 | 33e             |                      |                  | 51e             |                      |             |                       | 15e            |  |              |  | 12e (UWT)         |
| 2017 |                 |                      |                  |                 | ↑                    |             |                       | 44e            |  |              |  | 5e (UWT)          |
| 2018 | ↑               | 24e                  | 32e              | 32e             | ↑                    | 43e         |                       | opgave         |  | 49e          |  | 44e (UWT)         |
| 2019 | 8e              |                      |                  | 8e              | 55e                  |             |                       | 31e            |  |              |  | 32e (UWR)         |
| 2020 | 23e             |                      |                  |                 | 6e                   |             |                       | opgave         |  | 15e          |  |                   |
| 2021 | 35e             |                      |                  |                 | 13e                  |             |                       |                |  |              |  |                   |
| 2022 |                 |                      |                  | 30e             | 24e                  | 34e         | 21e                   |                |  |              |  |                   |

Nibali droeg in de Ronde van Frankrijk 2008 4 etappes de witte trui en in 2014 19 etappes de gele trui en 1 etappe de bolletjestrui.

### Resultaten in kleinere rondes
| Jaar | Ronde van San Luis | Ronde van Oman | Parijs-Nice | Tirreno-Adriatico | Ronde van Trentino | Critérium du Dauphiné | Ronde van Slovenië | Ronde van Polen | Ronde van Denemarken | Eneco Tour | Ronde van Padanië | Ronde van Romandië |
| ---- | ------------------ | -------------- | ----------- | ----------------- | ------------------ | --------------------- | ------------------ | --------------- | -------------------- | ---------- | ----------------- | ------------------ |
| 2006 |                    |                | 66e         |                   |                    | opgave                |                    | 8e              | 8e                   | ↑          |                   |                    |
| 2007 |                    |                |             | 17e               | 8e                 |                       | ↑                  | 28e             | 34e                  | 15e        |                   |                    |
| 2008 |                    |                |             |                   | (1)                |                       |                    |                 |                      |            |                   |                    |
| 2009 | 14e                |                |             | 10e               |                    | 7e                    |                    |                 |                      | opgave     |                   |                    |
| 2010 | (1)                |                |             | 8e                |                    |                       | ↑ (1)              |                 |                      |            |                   |                    |
| 2011 |                    |                |             | 5e                | 24e                |                       | opgave             | 34e             |                      |            |                   |                    |
| 2012 | 5e                 | ↑ (1)          |             | ↑ (1)             |                    | 28e                   |                    |                 |                      |            | (1)               |                    |
| 2013 | 10e                | 7e             |             | ↑                 | (1)                |                       |                    | 53e             |                      |            |                   |                    |
| 2014 | 44e                | 12e            |             |                   |                    | 7e                    |                    |                 |                      |            |                   | 5e                 |
| 2015 |                    | 20e            |             | 16e               |                    | 12e                   |                    |                 |                      |            |                   | 10e                |
| 2016 |                    | (1)            |             | 6e                | 21e                |                       |                    |                 |                      |            |                   |                    |
| 2017 |                    |                |             | 26e               |                    |                       |                    | 9e              |                      |            |                   |                    |
| 2018 |                    | 12e            |             | 11e               |                    | 24e                   |                    |                 |                      |            |                   |                    |
| 2019 |                    |                |             | 15e               |                    |                       |                    |                 |                      |            |                   |                    |
| 2020 |                    |                | 4e          | 19e               |                    |                       |                    |                 |                      |            |                   |                    |
| 2021 |                    |                |             | 9e                |                    |                       |                    |                 |                      |            |                   |                    |

## Ploegen
- 2005 –  Fassa Bortolo
- 2006 –  Liquigas
- 2007 –  Liquigas
- 2008 –  Liquigas
- 2009 –  Liquigas
- 2010 –  Liquigas-Doimo
- 2011 –  Liquigas-Cannondale
- 2012 –  Liquigas-Cannondale
- 2013 –  Astana Pro Team
- 2014 –  Astana Pro Team
- 2015 –  Astana Pro Team
- 2016 –  Astana Pro Team
- 2017 –  Bahrain-Merida
- 2018 –  Bahrain-Merida
- 2019 –  Bahrain-Merida
- 2020 –  Trek-Segafredo
- 2021 –  Trek-Segafredo
- 2022 –  Astana Qazaqstan